# Asteroides que creuen l'òrbita de Mercuri
Els asteroides que creuen l'òrbita de Mercuri són un grup d'asteroides del sistema solar l'òrbita del qual es creua amb la del planeta Mercuri.
Només es consideren com a asteroides que creuen l'òrbita de Mercuri pròpiament dits aquells asteroides que tenen un afeli més gran que el de Mercuri, és a dir, superior a 0,4667 ua i un periheli menor que el del planeta, és a dir, inferior a 0,3075 ua.

## Llista d'asteroides
A continuació, es llisten alguns dels asteroides que s'han identificat com a asteroides que creuen l'òrbita de Mercuri. A data de juny de 2015, s'han identificat 245 asteroides en aquest grup.
- (1566) Ícar
- (3200) Faetont
- (5786) Talos
- (40267) 1999 GJ4
- (66063) 1998 RO1
- (66253) 1999 GT3
- (66391) 1999 KW4
- (85953) 1999 FK21
- (89958) 2002 LY45
- (99907) 1989 VA
- (105140) 2000 NL10
- (136874) 1998 FH74
- (137052) Tjelvar
- (137924) 2000 BD19
- (137925) 2000 BJ19
- (138893) 2000 YH66
- (139289) 2001 KR1
- (141079) 2001 XS30
- (141495) 2002 EZ11
- (141525) 2002 FV5
- (141851) 2002 PM6
- (143637) 2003 LP6
- (152742) 1998 XE12
- (153002) 2000 JG5
- (153201) 2000 WO107
- (155140) 2005 UD
- (162004) 1991 VE
- (162269) 1999 VO6
- (163243) 2002 FB3
- (164201) 2004 EC
- (170502) 2003 WM7
- (202683) 2006 US216
- (289227) 2004 XY60
- (374158) 2004 UL
- (394130) 2006 HY51
- (436325) 2010 GR7
- 1990 UO
- 1995 CR
- 1995 LG
- 1995 YR1
- 1996 AJ1
- 1996 BT
- 1998 SO
- 1998 SV4
- 1999 MN
- 1999 YC
- 2000 LK
- 2000 SG8
- 2001 DQ8
- 2001 FO32
- 2001 RT17
- 2001 TD45
- 2001 VB
- 2002 AJ129
- 2002 EV11
- 2002 PD11
- 2002 PD43
- 2002 QY6
- 2002 UR3
- 2002 WZ2
- 2003 BA21
- 2003 FY6
- 2003 MO
- 2003 MT9
- 2003 NC
- 2003 UC5
- 2003 UW29
- 2003 UY12
- 2003 YH136
- 2004 JG6
- 2004 LG
- 2004 QX2
- 2004 TH10
- 2004 VA64
- 2004 WK1
- 2005 EL70
- 2005 EP1
- 2005 EY
- 2005 GL9
- 2005 HC4
- 2005 LG8
- 2005 MB
- 2005 NX39
- 2005 NX44
- 2005 NZ6
- 2005 RV24
- 2005 TF50
- 2005 UR
- 2005 UY6
- 2005 WS3
- 2005 XW4
- 2005 YY93
- 2006 BC
- 2006 CJ
- 2006 DP14
- 2006 FW33
- 2006 JF42
- 2006 KE89
- 2006 KZ112
- 2006 KZ39
- 2006 KZ86
- 2006 LA
- 2006 OS9
- 2006 PF1
- 2006 SO198
- 2006 TC
- 2006 YO44
- 2007 EB26
- 2007 EP88
- 2007 GT3
- 2007 HR
- 2007 KG7
- 2007 MK6
- 2007 NC5
- 2007 PR10
- 2007 PR25
- 2007 TL23
- 2007 VL243
- 2015 BQ4